# 賴夫斯科耶湖

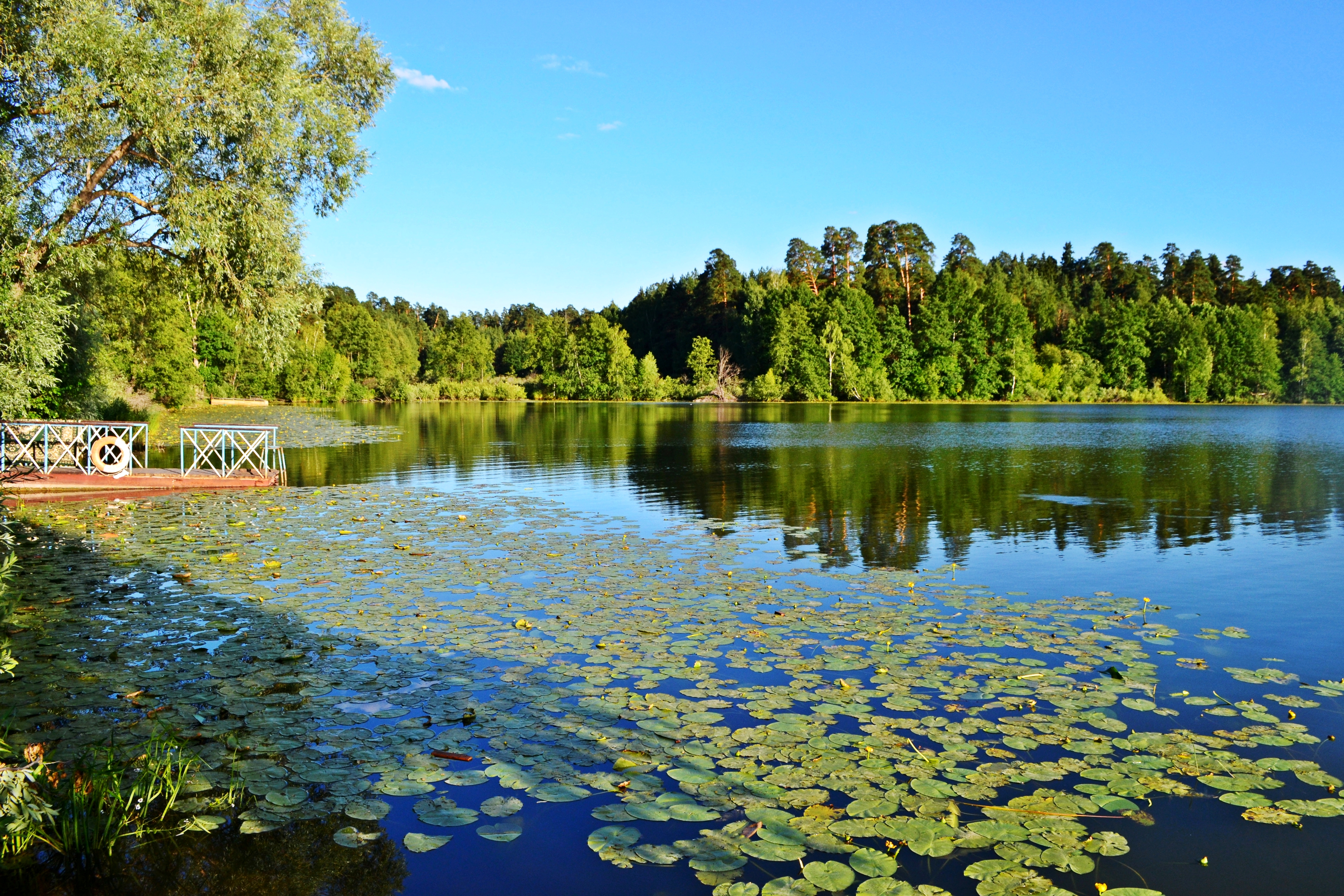

55°54′14″N 48°43′40″E / 55.90389°N 48.72778°E
賴夫斯科耶湖（俄语：Раифское озеро），是俄羅斯的湖泊，位於該國西部韃靼斯坦共和國，由澤列諾多利斯基區負責管轄，長1.32公里、寬0.29公里，面積0.32平方公里，最大水深18.9米。